# Boarmia niveisinata
Boarmia niveisinata är en fjärilsart som beskrevs av Eugen Wehrli 1943. Boarmia niveisinata ingår i släktet Boarmia och familjen mätare. Inga underarter finns listade i Catalogue of Life.